# Opsaridium ubangiense
Opsaridium ubangiense är en fiskart som först beskrevs av Pellegrin, 1901.  Opsaridium ubangiense ingår i släktet Opsaridium och familjen karpfiskar. IUCN kategoriserar arten globalt som livskraftig. Inga underarter finns listade i Catalogue of Life.